# Crise du Venezuela
 (juillet 2024).
La crise du Venezuela désigne une période de chamboulements sociaux, économiques et politiques débutant au Venezuela en 2013, sous la présidence de Nicolás Maduro.
L'économie vénézuélienne étant fortement dépendante de la rente pétrolière, qui représente 90 % des exportations et plus de 50 % du budget de l'État, la chute des cours du pétrole démarrée en 2013 (−70 % entre 2013 et 2016) fait chuter les revenus de l'État et fait entrer le pays dans une grave crise économique.
Elle est caractérisée par l'hyperinflation, la sous-alimentation croissante, la maladie, la criminalité, ce qui entraîne une émigration massive. Cette situation est la pire crise économique de l'histoire du Venezuela et l'une des plus graves à laquelle un pays qui n'a pas été en guerre depuis la deuxième moitié du XXe siècle a été confronté,,,,. En comparaison avec les crises historiques, celle-ci est plus sévère que celle des États-Unis pendant la Grande Dépression, la crise économique de 1985-1994 au Brésil, la crise d'hyperinflation au Zimbabwe de 2008-2009 ou celle des pays d'Europe de l'Est à la suite de l'effondrement de l'Union soviétique,,.
Le gouvernement ne réussit pas à réduire les dépenses face à la baisse des revenus pétroliers et gère la crise en niant son existence et en réprimant violemment l'opposition,. La corruption politique, les pénuries chroniques d'aliments et de médicaments, la fermeture d'entreprises, le chômage, la baisse de la productivité, l'autoritarisme, les violations des droits de l'homme, la mauvaise gestion économique et la forte dépendance à l'égard du pétrole contribuent également à l'aggravation de la crise,,. Certaines critiques disent que la crise est provoquée par les politiques socialistes du pays, bien que la plupart de ses politiques aient été qualifiées de populistes,,, celles-ci sont utilisées pour maintenir le pouvoir politique,,. D'autres critiques affirment que la crise a plus à voir avec la gouvernance antidémocratique, la corruption et la mauvaise gestion de l'économie,,,. En 2018, le Haut-Commissariat des Nations unies aux droits de l'homme (HCDH) documente que « les informations recueillies indiquent que la crise socio-économique se déroulait depuis plusieurs années » avant les sanctions internationales. Michelle Bachelet a dit en 2019 que la crise économique et sociale se détériorait dramatiquement et que le gouvernement n'avait pas reconnu ni abordé l'ampleur de la crise ; elle a exprimé sa préoccupation que bien que « la crise économique et sociale omniprésente et dévastatrice a commencé avant l’imposition des premières sanctions économiques », ces sanctions pourraient aggraver la situation,.
La crise affecte la vie de la population moyenne du Venezuela à tous les niveaux. Les données de l'ONU soulignent qu'entre 2016 et 2017, 600 000 Vénézuéliens ont basculé dans la sous-alimentation, alors que ce problème avait quasiment été éradiqué au cours des années 2000 : la proportion de personnes souffrant de la sous-alimentation avait chuté de 16,3 % en 2000 à 3,6 % en 2010. En 2017, près de soixante-quinze pour cent de la population a perdu du poids, en moyenne plus de 8 kg selon une étude d'une université vénézuélienne, et plus de la moitié ne dispose pas d'un revenu suffisant pour couvrir leurs besoins alimentaires de base. Reuters indique qu'un rapport de l'ONU estimait en mars 2019 que 94 % des Vénézuéliens vivent dans la pauvreté et que plus de 10 % des Vénézuéliens (3,4 millions) ont quitté leur pays. Cette émigration provoque une baisse du nombre de médecins par habitant, tandis que l'embargo instauré par les États-Unis empêche le Venezuela d'importer des médicaments. L'analyse des Nations unies estime en 2019 que 25 % des Vénézuéliens ont besoin d'une forme d'aide humanitaire,. Le Venezuela est en tête du monde en taux de meurtre, avec 81,4 sur 100 000 personnes tuées en 2018, ce qui en fait le troisième pays le plus violent du monde.
Le Panorama de la sécurité alimentaire, publié par quatre agences de l'ONU (FAO, l'OMS, le Programme alimentaire mondial et l'UNICEF), estime que 11,7 % des Vénézuéliens sont sous-alimentés en 2017, soit une proportion plus élevée que le taux planétaire (10,9 %) mais inférieure à la région caraïbe (17 %). D'après l'Église catholique vénézuélienne, la situation nutritionnelle se serait un peu améliorée en 2018 sous l'effet des mesures gouvernementales de lutte contre l'inflation. Le Programme alimentaire mondial ne situe pas le Venezuela parmi la cinquantaine de pays en situation de crise humanitaire et nécessitant une intervention urgente.

## Contexte

### La présidence de Chávez
Hugo Chávez a été élu Président du Venezuela pour la première fois en 1998. La hausse des prix du pétrole au début des années 2000 a conduit à des niveaux de financement inégalés au Venezuela depuis les années 1980. Dans le but de maintenir le pouvoir politique par le biais de programmes sociaux, Chávez a mis sur pied des missions bolivariennes visant à fournir des services publics destinés à améliorer les conditions économiques, culturelles et sociales,,,. Selon Corrales et Penfold, "l'aide n'a été donnée qu'à certains pauvres et, plus gravement encore, d'une manière qui a fini par aider le président et ses alliés plus que quiconque". Toutefois, la pauvreté a été réduite de plus de 20% entre 2002 et 2008. Les missions comprenaient la construction de milliers de cliniques gratuites pour les pauvres, ainsi que la promulgation de subventions à la nourriture et de logements. Un rapport de l'Organisation des États américains (OEA) publié en 2010 indiquait les progrès accomplis dans la lutte contre l'analphabétisme, les soins de santé et la pauvreté, ainsi que les progrès économiques et sociaux. La qualité de vie des Vénézuéliens s'est également améliorée selon un indice de l'ONU. Teresa A. Meade a écrit que la popularité de Chávez dépendait fortement "des classes inférieures qui ont bénéficié de ces initiatives en matière de santé et de politiques similaires". Cependant, le Venezuela a commencé à faire face à des difficultés économiques en raison de la politique populiste de Chávez et le 2 juin 2010, il a déclaré une "guerre économique".
Le travail social initié par le gouvernement de Chavez reposait sur les produits pétroliers, le pilier de l'économie vénézuélienne, qui a provoqué la maladie hollandaise, selon Javier Corrales,. Au début des années 2010, les mesures économiques prises par le gouvernement Chávez au cours de la décennie précédente, telles que les dépenses excessives,,, et le contrôle des prix,, se sont révélées insoutenables.
Les investissements sociaux du gouvernement (par le biais des misiones) dans les domaines éducatifs, alimentaires et médico-sanitaires, créées depuis 2001 ont assez rapidement permis d'améliorer le niveau de vie de la population : le taux de pauvreté est réduit entre 2003 et 2008 de près de 30 points (de 54 % à 26 %), dont une diminution particulièrement significative de l'extrême pauvreté de 72 %, tandis que près de 1 250 000 personnes ont été alphabétisées entre 2003 et 2004 selon les chiffres de la Banque centrale du Venezuela (Banco Central de Venezuela). Ces progrès sociaux s'accompagnent aussi d'une réduction des inégalités mesurées par l'indice de Gini. En 2013, la FAO félicite le Venezuela pour ses progrès « remarquables et extraordinaires » en matière de lutte contre la sous-nutrition. L'organisme onusien estime la proportion de personnes affectées par la faim réduite de 14,1 % en 1990 à 4,6 % en 2013, malgré l'accentuation du problème jusqu'en 2001. Le problème de la faim au Venezuela est ainsi considéré comme pratiquement éliminé.
D'après Martinez Lazaro, professeur d'économie à l'école des affaires IE à Madrid, les problèmes économiques que le Venezuela a continué de subir sous Maduro, se seraient produits même si Chávez était toujours au pouvoir. Au début de 2013, peu de temps après la mort de Chávez, Foreign Policy a déclaré que celui qui succéderait à Chávez "hériterait de l'une des économies les plus dysfonctionnelles des Amériques - et que le projet de loi du dirigeant décédé arrive à échéance".
Le PIB du Venezuela a été multiplié par cinq entre 1999 et 2014, passant de 98 milliards à 482 milliards de dollars.

### La présidence de Maduro
En mars 2013, après la mort de Chávez, Nicolás Maduro devient d'abord président par intérim. Il est ensuite élu en avril 2013, après avoir battu son adversaire Henrique Capriles Radonski par 235 000 voix, soit une marge de 1,5%. Maduro a gardé la plupart des politiques économiques existantes de son prédécesseur Chávez. À son arrivée à la présidence, son gouvernement a dû faire face à un taux d'inflation élevé et à de graves pénuries de marchandises,,, des problèmes laissés par la politique de Chávez,,,.

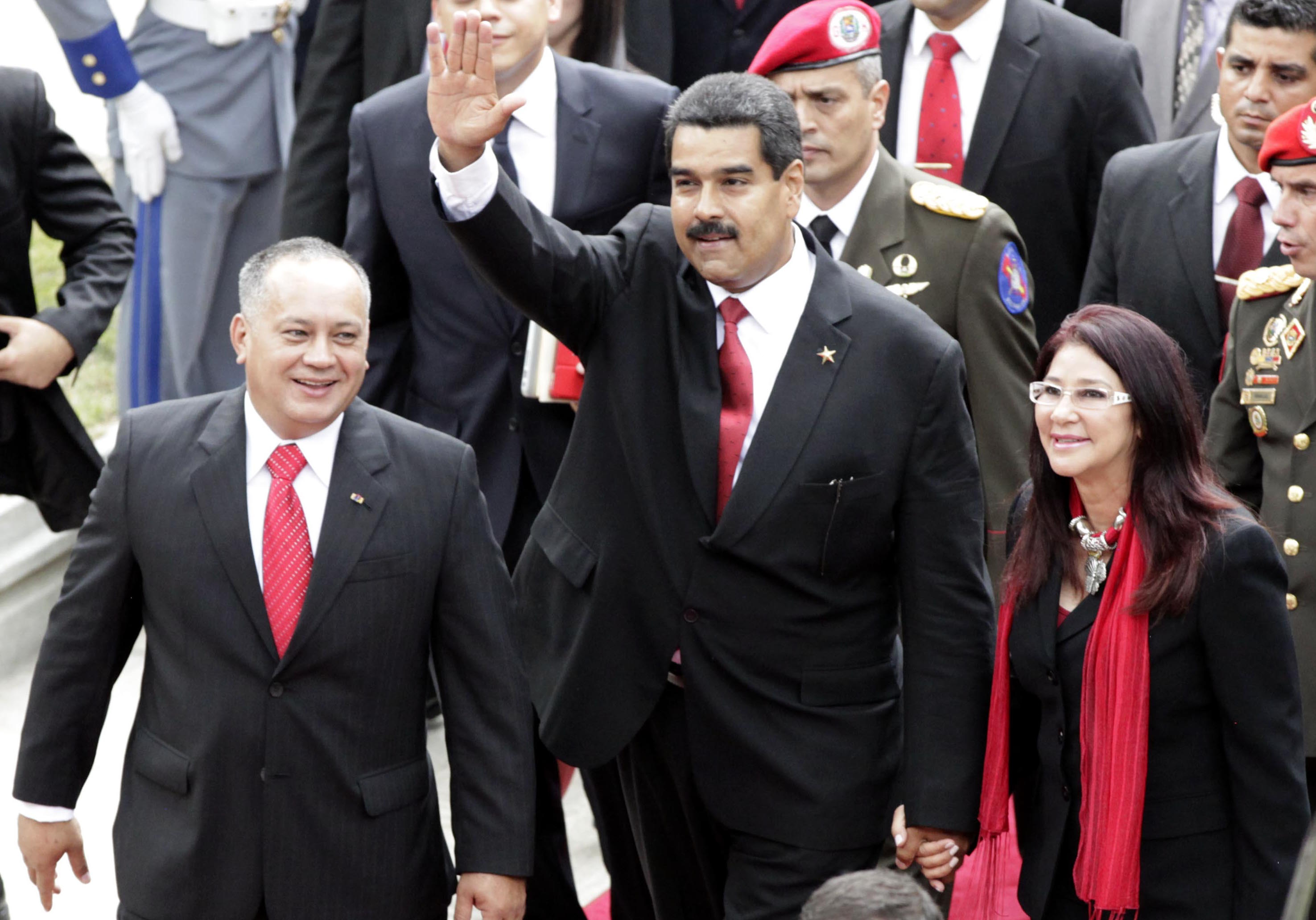
Diosdado Cabello aux côtés de Nicolás Maduro et de sa femme, Cilia Flores.

Maduro a blâmé la spéculation capitaliste d'avoir entraîné des taux d'inflation élevés et créé une pénurie de produits de première nécessité. Il a déclaré qu'il faisait face à une "guerre économique". On a reproché à Maduro de se concentrer sur l'opinion publique au lieu de s'attaquer aux problèmes pratiques sur lesquels les économistes ont mis en garde, ou de créer des idées pour améliorer les perspectives économiques du Venezuela.
En 2014, le Venezuela est entré en récession économique et en 2016, son taux d'inflation était de 800%, le plus élevé dans l'histoire du pays,. Le Fonds monétaire international (FMI) prévoit que le taux d'inflation au Venezuela sera de 1 000 000% en 2018.
Le président Nicolás Maduro est très critiqué pour ses décisions économiques. Il maintient notamment une politique de contrôle des changes qui impose une parité du bolivar (la monnaie vénézuélienne) face au dollar ; des hommes d'affaires ont ainsi pu acheter des dollars à un prix très inférieur à leur valeur réelle, provoquant une importante fuite des capitaux. En outre, l'État a continué de rembourser scrupuleusement ses créanciers plutôt que d'engager une renégociation des termes de la dette ; entre 2014 et 2017, le pays a ainsi dépensé près de 72 milliards de dollars en remboursement de dette plutôt que d'investir dans la diversification de l'économie.
En raison de la spirale inflationniste, les entreprises ne fixent plus les prix des produits en fonction du coût de production, mais par rapport à ce qu'elles estiment qu'il faudra dépenser pour les produire de nouveau à l'avenir, relançant ainsi le processus inflationniste. Pour y répondre, le gouvernement a renforcé le contrôle des prix dans le pays — limitant à 30 % les marges autorisées —, ce qui a conduit au développement d'un marché noir important, notamment pour les devises étrangères. En décembre 2017, en réaction à la crise et aux sanctions économiques internationales, le gouvernement annonce la création d'une crypto-monnaie, le petro, dont le cours dépend du pétrole, du gaz, de l'or et du diamant.
En mars 2019, le Wall Street Journal a déclaré que "M. Maduro utilise depuis longtemps la nourriture et d'autres aides gouvernementales pour faire pression sur les Vénézuéliens appauvris pour qu'ils assistent à des rassemblements pro-gouvernementaux et pour qu'ils le soutiennent pendant les élections, alors que la crise économique du pays s'intensifie". En avril 2019, le département d'État des États-Unis a publié une communication selon laquelle le gouvernement Maduro avait "constamment enfreint aux droits de l'homme et à la dignité de ses citoyens, pillé les ressources naturelles du pays et conduit un pays autrefois prospère à la ruine économique avec son régime autoritaire et politiques économiques socialistes".
Entre 2015 et 2020, selon l'ONU, près de 5 millions de vénézuéliens avaient émigré à l'étranger.

## Sanctions économiques des États-Unis
À partir de 2017, les sanctions économiques des États-Unis interdisent presque complètement au Venezuela l'accès aux marchés financiers internationaux.
Pour l'ancien rapporteur indépendant auprès des Nations unies Alfred de Zayas, les sanctions américaines relèvent de « crimes contre l'humanité » puisqu'elles détériorent sensiblement la sécurité alimentaire et le système sanitaire du pays. En août 2019, après de nouvelles sanctions contre le Venezuela, Michelle Bachelet, la Haut-Commissaire des aux droits de l'homme aux Nations unies, s'est alarmée : « Les sanctions sont extrêmement étendues et ne contiennent pas suffisamment de mesures pour atténuer leur impact sur les couches les plus vulnérables de la population »[réf. nécessaire].
Cette politique a été critiquée par des personnalités politiques américaines. Le sénateur républicain Richard H. Black a ainsi déclaré : « Nous avons attaqué la monnaie vénézuélienne et par le biais du système bancaire international nous lui avons enlevé sa valeur pour dire : "Regardez comme ce gouvernement est mauvais, sa monnaie ne vaut rien". »
Le conflit global engendré par la guerre russo-ukrainienne pousse les États-Unis à reconsidérer le Venezuela pour garantir ses imports pétroliers. En novembre 2022, le gouvernement américain autorise l'entreprise Chevron a reprendre ses opérations pétrolières au Venezuela à condition d'exporter sa production vers les États-Unis,.